# The Seventh Song
A The Seventh Song Steve Vai első válogatásalbuma, mely 2000. november 7-én jelent meg az Epic gondozásában. A lemez nem nevezhető egy tipikus válogatásnak, Vai ugyanis korábbi lemezeiről a hetedik dalokat válogatta a korongra. A lemez egy rejtett dalt is tartalmazott, valamint három új szerzeményt is ( The Wall of Light, Melissa's Garden, Boston Rain Melody). A Christmas Time is Here korábban már megjelent egy 1996-os válogatáslemezen.
Vai az anyag kapcsán megjegyezte, hogy ezek a dalok inkább az érzelmesebb énjét jelenítik meg, melyekben nem kapnak nagy szerepet a technikás gitártémák.

## Számlista
A dalokat Steve Vai írta, kivéve ahol jelölve van.
1. "For the Love of God" – 6:09
2. "Touching Tongues" – 5:32
3. "Windows to the Soul" – 6:25
4. "Burnin' Down the Mountain" – 4:19
5. "Tender Surrender" – 5:10
6. "Hand on Heart" – 5:26
7. "Melissa's Garden" – 7:54
8. "Call it Sleep" – 5:04
9. "Christmas Time is Here" (Vince Guaraldi, Lee Mendelson) – 4:13
10. "The Wall of Light" – 2:38
11. "Boston Rain Melody" – 4:39

## Zenészek
- Steve Vai - gitár, akusztikus gitár, vokál, hangmérnök

Basszusgitár:
- Bryan Beller
- Stuart Hamm
- Philip Bynoe
- T.M. Stevens

Dob:
- Terry Bozzio
- Gregg Bissonette
- Deen Castronovo
- Tris Imboden
- Mike Mangini

Billentyűs hangszerek:
- Mike Keneally[1]